# Štarnov
Štarnov (deutsch Starnau) ist eine Gemeinde in Tschechien. Sie liegt sechs Kilometer südwestlich von Šternberk und gehört zum Okres Olomouc.

## Geographie
Štarnov befindet sich am westlichen Fuße des Niederen Gesenkes und der Obermährischen Senke (Hornomoravský úval). Das Dorf erstreckt sich rechtsseitig des Baches Aleš vor dessen Mündung in die Grygava. Im Westen erheben sich die Komolá (438 m) und Skalice (484 m). Östlich des Dorfes verläuft die Bahnstrecke 290 Olomouc – Šumperk, die Bahnstation Štarnov liegt einen knappen Kilometer außerhalb des Ortes.
Nachbarorte sind Lužice, Lhota und Šternberk im Norden, Aleš, Domašov u Šternberka und Jívová im Nordosten, Pohořany im Osten, Kocanda, Lašťany und Bělkovice im Südosten, Bohuňovice und Moravská Loděnice im Süden, Březce und Benátky im Südwesten, Štěpánov und Liboš im Westen sowie Moravská Huzová und Stádlo im Nordwesten.

## Geschichte
Die erste schriftliche Erwähnung von Sternow erfolgte im Jahre 1269 im Zuge der Beilegung eines Grenzstreites zwischen dem Hradischer Abt Bruno mit dem Olmützer Burggrafen Albert von Sternberg und dessen Brüdern durch König Ottokar II. Přemysl. Im Jahre 1409 wurde das Dorf als Starnow, ab 1480 als Štarnov, 1481 als Sstarnow, ab 1514 als Starnov, ab 1599 als Starnaw, ab 1664 als Starnau und 1771 als Starnowium bezeichnet. Die Matriken wurden seit 1633 in Sternberg, seit 1648 in Hnojice und seit 1784 vor Ort geführt.
Nach der Aufhebung der Patrimonialherrschaften bildete Stárnov/Starnau ab 1850 eine Gemeinde in der Bezirkshauptmannschaft Sternberg. Ab 1880 wurde der gemischtsprachige Ort als Starnov und seit als Štarnov bezeichnet. Nach dem Ersten Weltkrieg und dem Zusammenbruch der k.u.k. Monarchie kam Štarnov zur Tschechoslowakei. Nachdem am 8. Oktober 1938 infolge des Münchner Abkommens am 8. Oktober 1938 der deutschsprachige Teil des Okres Šternberk als Landkreis Sternberg dem Deutschen Reich zugeschlagen wurde, verblieb Štarnov bei der „Resttschechei“ und wurde dem Okres Olomouc zugeordnet. Nach dem Ende des Zweiten Weltkriegs kam die Gemeinde zunächst zum wiedererrichteten Okres Šternberk zurück und wurde nach dessen Aufhebung 1960 dem Okres Olomouc zugeordnet. Am 23. Oktober 1976 erfolgte die Eingemeindung nach Bohuňovice. Štarnov löste sich Ende 1990 wieder von Bohuňovice los und bildet seither eine eigene Gemeinde.

## Gemeindegliederung
Für die Gemeinde Štarnov sind keine Ortsteile ausgewiesen.

## Sehenswürdigkeiten
- Kirche des hl. Nikolaus, erbaut 1745–1748. Das Hauptaltarbild ist ein Werk von Johann Christoph Handke aus dem Jahre 1748. Die 1735 gefertigte Kanzel befand sich zuvor in der Sternberger Kirche Mariä Verkündigung. Die Kirche wurde am 6. Dezember 1748 geweiht. Ihre heutige Gestalt mit Zwiebelturm erhielt sie 1871.